# Ostedes kadleci
Ostedes kadleci är en skalbaggsart som beskrevs av Aleksandr Sergeievich Danilevsky 1992. Ostedes kadleci ingår i släktet Ostedes och familjen långhorningar. Inga underarter finns listade i Catalogue of Life.